# Güneysınır
Güneysınır là một huyện thuộc tỉnh Konya, Thổ Nhĩ Kỳ. Huyện có diện tích 322 km² và dân số thời điểm năm 2007 là 11286 người, mật độ 35 người/km².